# Francisco Zumel
Francisco Zumel, né en 1540 à Palencia et mort en 1607 à Salamanque, est un théologien espagnol.

## Biographie
Francisco Zumel etudie les belles-lettres et la théologie à Salamanque, sous Gaspar de Torres, Pedro de Sotomayor, Mancio de Corpus Christi, Juan de Guevara, Gregorio Gallo et Gaspar de Grajal. Sa vie reste ensuite liée à l'Université de Salamanque, d'abord comme professeur de belles-lettres, philosophie naturelle et morale, mais aussi dans diverses affaires administratives. Il eut de très nombreux étudiants, parmi lesquels on trouve le célèbre dramaturge Tirso de Molina (1583-1648). Ses commentaires théologiques fournissent également un éclairage nouveau sur les querelles métaphysiques de l'époque. Il adopte largement les positions thomistes, conformément à ce qui était pratiqué dans l'Ordre des Mercédaires. Dans les questions de la Grâce, il se rapproche d'une position rigoriste. Il est à ce titre intervenu lors des congrégations De Auxiliis en envoyant un rapport complet sur les positions de Luis de Molina.